# Oktiabrskij (rejon morkiński)
Oktiabrskij (ros. Октябрьский) – osiedle w Rosji, w Republice Mari El, w rejonie morkińskim. W 2010 liczyło 1175 mieszkańców.